# World Festival on the Beach
Il World Festival on the Beach è un festival estivo sportivo e musicale che ha sede a Mondello, quartiere balneare di Palermo, tra la fine della primavera e l'inizio dell'estate, ininterrottamente dal 1986.

## Storia
La prima edizione del festival avvenne nel 1986 con il nome di Windsurf World Festival organizzato, ora come allora, dal circolo velico Albaria. Inizialmente incentrato solo sul windsurf, negli anni si sono aggiunti vari sport alla manifestazione che è sempre stata accompagnata di grandi manifestazioni musicali. Dal 2001 il festival cambia nome diventando World Festival on the Beach, nome che conserva ancora oggi. La manifestazione solitamente dura circa una settimana e il punto nevralgico è piazza Valdesi.

### 24ª edizione
La 24ª edizione, quella del 2009, ha subito alcune modifiche nella forma a causa dell'indisponibilità della piazza durante la settimana di maggio. Infatti si è svolta una versione ridotta di due giorni in primavera (22/24 maggio 2009) e una versione più estesa in autunno (7/11 ottobre).

### 25ª edizione
La 25ª edizione, 15/23 maggio 2010, si è svolta dando ampio spazio agli stand espositivi delle aziende che si occupano di fonti energetiche rinnovabili e di mobilità alternativa.

## Discipline sportive
All'interno della manifestazione si hanno molte competizioni di sport estivi, tra gli sport troviamo:
- windsurf
- surf
- kitesurf
- vela
- beach volley
- golf
- scherma

Durante la manifestazione nell'area destinata alle competizioni si svolgono anche attività che non concernono la competizione, quali:
- concerti musicali
- immersioni
- mostre fotografiche
- idrovolanti